# Oz the Great and Powerful
Oz the Great and Powerful (titulada Oz: un mundo fantástico en España y Oz: el poderoso en Hispanoamérica) es una película estadounidense de fantasía estrenada en 2013 y dirigida por Sam Raimi. Su guion, escrito por Mitchell Kapner y David Lindsay-Abaire, está inspirado en la novela El maravilloso mago de Oz (1900), de L. Frank Baum, y es una precuela de la película El mago de Oz (1939). Está protagonizada por James Franco, Mila Kunis, Michelle Williams y Rachel Weisz.

## Argumento
En 1905, en el estado de Kansas, Oscar Diggs (James Franco) funciona como un mago en un circo ambulante. Cuenta con un ayudante, a quién no le da una buena paga y una nueva asistente. En medio de la función, "Oz" como se hace llamar sorprende al público haciendo que crean en sus trucos, hasta que una niña con una discapacidad (Joey King) le pide que por favor la haga caminar, es entonces cuando todos descubren que es una farsa y Oz termina la función. Justo en ese momento es cuando recibe la visita de Annie (Michelle Williams), la mujer que aparentemente él ama, pero que decide casarse con otro hombre porque Oz desea vivir una vida diferente a la de ella, hablan hasta que son interrumpidos por el hombre fuerte del circo que está enfurecido porque Oz coqueteó con su mujer, es por ello que le amenaza. Intenta escapar en un globo de aire caliente, pero es aspirado por un tornado que lo lleva a la Tierra de Oz. Allí, se encuentra con una hermosa pero ingenua bruja, Teodora (Mila Kunis). Ella cree que él es un mago que está profetizado para derrotar a una bruja mala que mató al rey de Oz y tomar su lugar; la idea de ser un monarca inmensamente rico le hace aceptar inmediatamente. En el camino a la Ciudad Esmeralda, Teodora se enamora de él, a pesar de que solo finge corresponder a sus sentimientos. En el camino se encuentran con un mono volador en un uniforme azul, Finley, que promete una deuda de vida sin restricciones a Oz cuando éste lo salva de un león. Oz le revela su engaño a Finley en el camino, lo que le obliga a ayudar a mantener la mentira de que él es el "mago" por su deuda, para gran irritación de Finley.
En la Ciudad Esmeralda, Oz se reúne con la preciosa hermana mayor de Teodora: Evanora (Rachel Weisz), la consejera real. Evanora le enseña el lugar, pero le dice a Oz que solo será el nuevo rey si destruye la varita de la bruja mala que reside en el Bosque Oscuro. Oscar y Finley se unen en ruta hacia el bosque, pero Finley decide desviarse hacia un pueblo destruido, en donde encuentran a una muñeca de porcelana, cuya familia fue destruida por la bruja mala. Oscar se fija en las fracturas de las piernas de la chica, las cuales repara con pegamento. La muñeca decide acompañarlos aunque a Oz no le agrada mucho la idea. Llegan a la selva con el objetivo de obtener la varita, pero descubren a la "bruja mala": Glinda que en realidad es la bruja buena quien se identifica como la hija del difunto rey, revelando que Evanora es la verdadera bruja mala. Evanora ve esto con su bola de cristal y se encarga de convencer a Teodora de que Oz ha coqueteado con ella, haciendo que ésta se enfurezca (pues tenía algo de maldad en su interior) Evanora le dice a su hermana de que Oz solo quiere enamorar a las tres brujas y la persuade para que se coma una manzana mágica que va a eliminar sus malos sentimientos sobre Oz; Teodora muerde y se da cuenta de que Evanora la ha engañado tanto a ella como a Oz, pero poco a poco su corazón se va llenando de pura maldad haciendo que se transforme en una bruja espantosa, de piel verde, Evanora al ver está situación le dice que preparará unos cuantos encantamientos y dejará a Teodora cómo antes, pero está se niega, ya que por los falsos engaños y la magia de la manzana, se vuelve más malvada que su hermana. Glinda lleva a Oz y a su grupo hacia su reino al sur de Oz para escapar del ejército de Winkies y Babuinos Voladores enviados por Evanora. Glinda le revela a Oz que ella sabe que él no es realmente un mago, pero todavía cree que puede ayudar a detener a Evanora. Glenda le presenta al "ejército" de Quadlings, Tinkers, y Munchkins, quienes tejen muy bien, hacen muy bonitos espantapájaros y son muy buenos artesanos aunque tienen prohibido dañar, pero son muy buenos en lo que hacen. Teodora entra en el reino de Glinda y furiosamente revela su nueva y horrible apariencia. Ella amenaza con matar a Oz y a sus aliados con el ejército de la Ciudad Esmeralda. Oz asustado por sus posibilidades y la antigua situación entra en la casa, en donde le cuenta a la muñeca de porcelana que él no es un mago que concede deseos, que es un mago diferente y que quiere ser como su héroe ( Thomas Edison), quien para él es su mago. Teniendo en cuenta la ciencia que se maneja en la magia que él realiza y lo que ha aprendido de Edison, concibe un plan que se basa en el engaño y hace los preparativos con Glinda y su grupo, pero le pide al Maestro Tinker que construya un globo, pero que esto no se lo diga a nadie.
Oz, Glinda y su ejército montan un falso ataque en la Ciudad Esmeralda utilizando un ejército de marionetas espantapájaros cuya verdadera naturaleza es oculta por una niebla espesa. Las brujas son engañadas y envían a sus babuinos voladores a destruir al supuesto ejército de Glinda, pero en realidad están atravesando unos de los campos de amapolas mortales que los pone en el sueño eterno. Sin embargo, dos babuinos que aún no habían salido capturan a Glinda, a quien se le cae la varita, la cual es recogida por la muñeca de porcelana. Glinda es llevada a la plaza de Ciudad Esmeralda y es encadenada. Oz se infiltra en la Ciudad Esmeralda con la ayuda de Knuck, un enano gruñón, y Finley, pero Oz los abandona para irse hacia donde está el globo de aire caliente, el cual empieza a cargar con oro robado. Teodora logra ver lo que hace Oz e inmediatamente se va hacia la plaza a burlarse de la gente que tienen esperanzas en el mago, pues él los ha engañado como la engañó a ella y señala el globo. Enfurecida, Teodora destruye el globo con una bola de fuego, Finley muy triste se acerca a recoger el sombrero de Oz pero descubre que en realidad Oz no estaba en el globo, lo ve disfrazado de un soldado de Ciudad Esmeralda y continúan con el plan. 
Como las brujas malas se preparan para matar a Glinda, el rostro de Oz aparece entre una explosión de humo, el cual es producido por una máquina oculta que proyecta imágenes. Con esto se encarga de convencer a todos de que ha terminado su vida mortal y que ahora ha adquirido su "verdadera forma", Teodora le dispara con bolas de fuego pero éstas solo atraviesan el humo, intenta de nuevo con una bola más grande y Oz desaparece haciendo creer que por fin lo ha destruido, pero vuelve a aparecer haciendo un llamado a "las estrellas" (fuegos artificiales) para intimidar a las malvadas hermanas. Evanora se esconde de miedo en el castillo, mientras que la muñeca de porcelana libera a Glinda, Teodora se va volando en su escoba después de que Oz la atacará con pólvora. Oz dice a Teodora que cuando encuentre bondad en su corazón entonces podrá volver a Ciudad Esmeralda pero ella grita diciendo "jamás" yéndose hacia el oeste, dejando a Oz triste. Glinda se enfrenta en un duelo mágico con Evanora en la sala del trono. Durante la lucha, Glinda destruye el collar de Evanora, el cual oculta su verdadera apariencia. Derrotada, Evanora es desterrada y ahí es recogida por dos babuinos que se la llevan hacia el este mientras jura venganza.
Oscar, ahora el príncipe de Oz, usa su proyector para sostener la creencia de que es un poderoso mago. También presenta unos regalos a sus amigos; al Maestro Tinker, quien le ayudó a construir sus máquinas le regala su "cachivache"; a Knuck, el mal humorado enano, le regala una máscara con una cara sonriente, a Finley, le entrega su sombrero y le ofrece algo que nunca le había ofrecido a nadie: su amistad, a la muñeca de porcelana le presenta a sus amigos como su nueva familia. Por último, Oz lleva a Glinda detrás de las cortinas de su proyector y le agradece por hacerle una mejor persona, acepta su vida en Oz, y se besan.

## Producción

### Historia
Después del lanzamiento exitoso de Blancanieves y los siete enanitos en 1937, Walt Disney planeaba producir una película de animación basada en los primeros libros de L. Frank Baum. Roy O. Disney, hermano de Walt Disney y co-fundador de The Walt Disney Company, fue informado de los bienes de Baum que habían vendido los derechos cinematográficos del libro primero de Samuel Goldwyn, quien lo vuelve a vender a Louis B. Mayer en 1938. El proyecto fue desarrollado por Metro-Goldwyn-Mayer en la conocida adaptación musical protagonizada por Judy Garland, lanzado el año siguiente.
En 1954, cuando los derechos cinematográficos de los trece libros restantes de Baum fueron puestos a disposición, Walt Disney Productions adquirió para su uso en la serie de televisión de Walt Disney, Disneyland y la película de acción en vivo, Rainbow Road to Oz, que fue abandonado y nunca se terminó. La historia de Disney con la serie Oz continuó en 1985 con la película Oz, un mundo fantástico, que se presentó como una secuela no oficial de la película de 1939.

### Desarrollo
Antes de que Sam Raimi fuera confirmado para dirigir la película, los directores Sam Mendes y Adam Shankman también se interesaron a ser los mejores candidatos. En junio de 2011, Danny Elfman fue elegido para componer la banda sonora de Oz: The Great and Powerful, aunque Elfman y Raimi habían tenido un altercado sobre Spider-Man 2 (2004) y declaró que nunca más volverían a trabajar juntos.
El guion fue escrito por Mitchell Kapner y David Lindsay-Abaire, con Joe Roth sirviendo como productor. En una entrevista, el director Sam Raimi dijo que Kapner utilizó información acerca del Asistente de libros de L. Frank Baum, pero también se "asienten con amor" a la película clásica de 1939. Según un reportero de Deadline.com, Disney quería reducir el presupuesto de producción de la película a cerca de $ 200 millones.
Robert Downey Jr. era la primera opción de Raimi por parte de Oz, pero se negó y Johnny Depp, que está vinculado a Disney, era considerada como la segunda opción del estudio para el papel de Oz. A finales de febrero de 2011, James Franco estaba en negociaciones finales para protagonizar esta película. Esta es la primera vez que Franco y Raimi han trabajado juntos después de la conclusión de la trilogía de Spider-Man.

### Rodaje
El rodaje de Oz: The Great and Powerful comenzó julio de 2011 en Pontiac, Míchigan, con el empleo de cámaras 3D. Raimi optó por utilizar conjuntos de prácticas junto con imágenes generadas por ordenador durante el rodaje. Se construyeron platós físicos para que los actores pudieran tener una referencia visual, en lugar de utilizar la tecnología de pantalla verde para cada escena. Zach Braff y Joey King estaban en el set, grabando simultáneamente su diálogo con los otros actores, cada vez que sus personajes generados por ordenador estaban presentes en una escena. Unos títeres fueron empleados para una versión física de la niña de Porcelana para servir como un punto clave visual para que los actores manipulan.
Los realizadores eran meticulosos en el seguimiento de la producción para asegurar que no incurrían en cuestiones legales entre Disney y Warner Bros., los actuales propietarios de la película de 1939. Los representantes legales de Disney estaban constantemente en el set durante la producción para evitar cualquier violación jurídica. A diferencia de Return to Oz, a Disney no se le permitió utilizar las icónicas zapatillas rojas usadas por Judy Garland, ni se les permite usar las semejanzas de carácter pre-existentes y escenografías que se crearon específicamente para la película original. Por lo tanto, los elementos únicos, como el tono de piel verde y barbilla de mole distinta a la de Margaret Hamilton, quien interpretó Malvada Bruja del Oeste, tampoco tuvieron que alterarse o eliminarse para cumplir con las demandas de Warner Bros.

### Música
El compositor Danny Elfman observó que la producción de la película fue rápida, con una banda sonora escrita en solo seis semanas. En cuanto a la calidad tonal de la partitura, Elfman dijo: "Vamos a dar un enfoque que sea de la vieja escuela, pero no anticuado. Hay que dejar que el melodrama ser melodrama, dejar que todo sea lo que es. También creo que hay una ventaja, ya que soy capaz de escribir narrativamente, y cuando soy capaz de escribir narrativamente, también puedo componer más rápido porque ese es mi instinto natural, poder contar una historia en la música".
El 6 de febrero de 2013, Walt Disney Studios reveló que la cantante y compositora estadounidense Mariah Carey grabó una canción llamada "Almost Home", escrita por ella misma, con la colaboración de Simone Porter, Justin Gray, Lindsey Ray, Tor Erik Hermansen, Mikkel Eriksen y (también conocido como Stargate) para la banda sonora de la película.

## Reparto

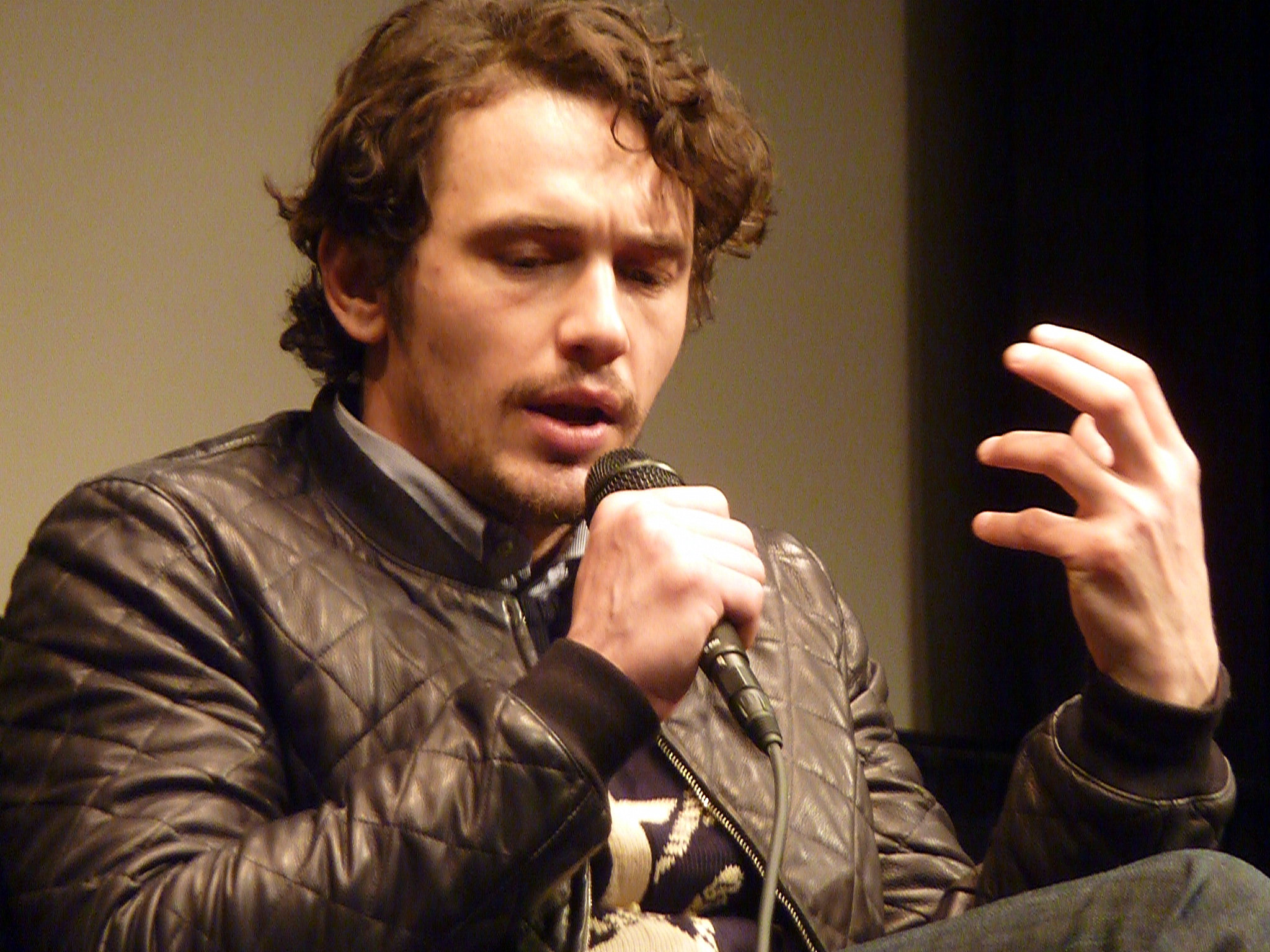
James Franco interpreta a Oscar Diggs, el mago de Oz.

- James Franco como Oscar “Oz” Diggs.
- Michelle Williams como Glinda.
- Mila Kunis como Theodora, la bruja del Oeste.
- Rachel Weisz como Evanora.
- Zach Braff como Finley.

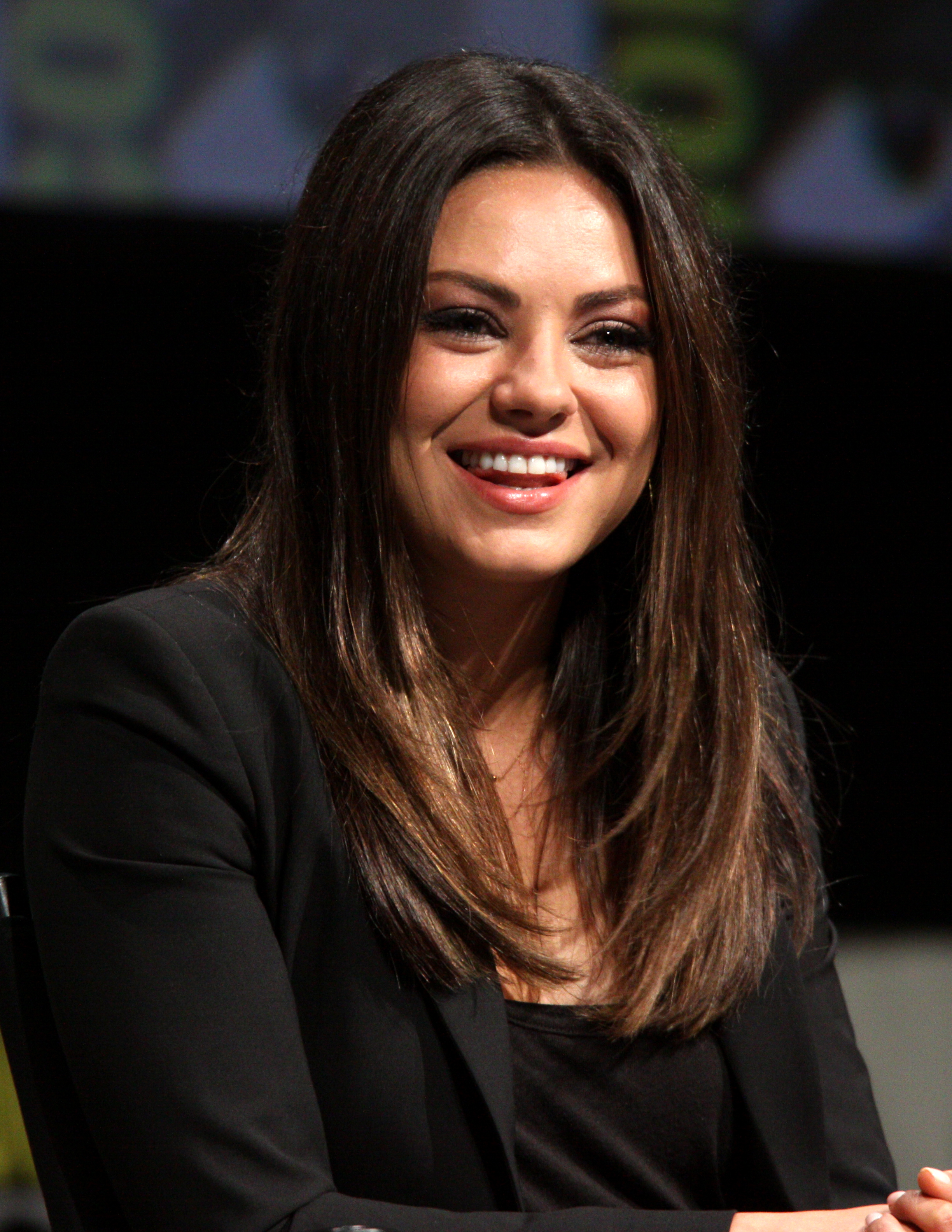

- Joey King como la niña de porcelana y la niña tetrapléjica.
- Abigail Leigh Spencer como May.
- Bill Cobbs como el líder de los Tinker.
- Tony Cox como Knuck.
- Stephen R. Hart como un general winkie.
- Bruce Campbell como un winkie.
- Ted Raimi como un escéptico en la actuación.
- Tim Holmes como el hombre fuerte.
- Toni Wynne como la esposa del hombre fuerte.
- Rob Crites.
- William Dick como un Barker.
- Gene Jones como un Barker.
- John Lord Booth III como un Barker.
- Suzanne Keilly como una concesionaria.
- Shannon Murray como la madre de la niña tetrapléjica.
- Ralph Lister como el padre de la niña tetrapléjica.
- John Michael Manfredi como un hombre de Kansas disgustado.
- Robert Stromberg como un hombre disgustado de Kansas.
- Channing Pierce.
- Brian Searle como el payaso.
- Russell Bobbitt como el señor Baum.
- Julie Gershenson como una mujer quadling que da la bienvenida.
- Dan Nelson como el hombre quadling que da la bienvenida con flores.
- T. J. Jagodowski como un mayor quadling.
- John Paxton como el anciano Tinker.
- Melissa Exelberth como la mujer en el baño.
- Steve Forbes como un granjero quadling.
- Arnold Agee como el herrero quadling.
- Deborah Puette como el panadero quadling.
- Julius Kline III como el fabricante de espantapájaros quadling.
- Theresa Tilly como la costurera quadling.
- Betsy Baker como una mujer quadling.
- Ellen Sandweiss como una mujer Quadling.
- Bella Shepard como una chica Quadling.
- Sasha Kida Reynolds como una chica Quadling.
- Ja'Vonne Cousins como un chico Quadling.
- Victoria Lurz como una chica Quadling.
- Dashiell Raimi como el chico Quadling del clarín.
- Oliver Raimi como el chico Quadling de los platillos.
- Brandon Hamilton como un bailador y cantante Munchkin.
- Steve Puppet Lee como el conductor del carruaje munchkin.
- Martin Klebba como un rebelde munchkin.
- Danielle Ragland como una rebelde munchkin.
- Bart McCarthy como un ciudadano de la ciudad de Esmeralda.
- Timothy Patrick Quill como un ciudadano de la ciudad de Esmeralda.
- Nicholas Lindsay-Abaire como un chico de la ciudad de Esmeralda.
- Bill E. Rogers como un ciudadano de la ciudad de Esmeralda.
- Dan Hicks como un ciudadano de la ciudad de Esmeralda.
- Mia Serafino como una ciudadana de la ciudad de Esmeralda.
- Lanika Wise como una ciudadana de la ciudad de Esmeralda.
- Mikayla Bouchard como una ciudadana de la ciudad de Esmeralda.
- Nellie Ann Prestine-Lowery como una ciudadana de la ciudad de Esmeralda.
- Emma Raimi como una ciudadana de la ciudad de Esmeralda.
- Jayne Violassi como una ciudadana de la ciudad de Esmeralda.
- Jay Schwalm como un ciudadano de la ciudad de Esmeralda.
- Wendy Cutler como una ciudadana de la ciudad de Esmeralda.
- James Bird como un ciudadano de la ciudad de Esmeralda.
- Kenneth D. Ciszewski como un ciudadano de la ciudad de Esmeralda.
- Chester F. Guilmet como un ciudadano de la ciudad de Esmeralda.
- Robert Buck como un ciudadano de la ciudad de Esmeralda.
- Jim Moll como un ciudadano de la ciudad de Esmeralda.
- Phillip Huber como la marioneta china.
- Bernie Allemon como un bailador Munchkin.
- Dan Cota como un bailador Munchkin.
- Dale Drew como un bailador Munchkin.
- Spencer Frost como un bailador Munchkin.
- Dan Gruenwald como un bailador Munchkin.
- Jon Overgaauw como un bailador Munchkin.
- Eduardo Piedra como un bailador Munchkin.
- Eric Potts como un bailador Munchkin.
- Jordan Rafael como un bailador Munchkin.
- Adam Romano como un bailador Munchkin.
- David Spradlin como un bailador Munchkin.
- Mani Love como un bailador Munchkin.
- Michael Witous como un bailador Munchkin.
- Christophe Zajac-Denek como un bailador Munchkin.
- Chidi Ajufo como un guardia Winkie.
- Talia Akiva como una niña de Kansas.
- AnnMarie Arcuri como una chica Quadling.
- Blake Arnold como un guardia winkie.
- Apollo Bacala como un ciudadano de la ciudad de Esmeralda.
- Kelly Bacon como una ciudadana de la ciudad de Esmeralda.
- Barb Baker como un ciudadano de la ciudad de Esmeralda.
- Ron Baratono como un Quadling.
- Cameron Barnett como el asistente del mayor.
- Robert T. Barrett como un Quadling.
- Kevin Wayne Berger como Kevin, un ciudadano de la ciudad de Esmeralda.
- Eric Brakke como un chico quadling.
- Wayne Brinston como un Tinker.
- Colin Bryant como un Winkie.
- Ron Causey como un Tinker.
- Grady Chambless como un hombre Quadling.
- Lee Christian como un ciudadano de la ciudad de Esmeralda.
- Justin Chrzanowski como el patrón del show de magia de Kansas.
- Will Clarke como un ciudadano de la ciudad de Esmeralda.
- Michael Clossin como un tinker.
- Zachary Robert Craft como un ciudadano de la ciudad de Esmeralda.
- Zac Cunningham como el conductor del carruaje quadling.
- Michael Dault como un granjero quadling.
- Omar Diop como un winkie.
- Chase Edwards como un chico de la ciudad de Esmeralda.
- Christy Edwards como un violinista.
- Summer Edwards como in chica de la ciudad de Esmeralda.
- Neil Ellice como el guardia de Theodora.
- Courtney English como una chica de la ciudad de Esmeralda.
- John C. Epperson como un winkie.
- Mike Estes como el mayor de la ciudad de Esmeralda.
- Vi Faulkner como un winkie.
- Jessee Foudray como una quadling.
- Carly Francavilla como una ciudadana de la ciudad de Esmeralda.
- Logan Fry como un tinker.
- Nesti Gee como un ciudadano de la ciudad de Esmeralda.
- Derrick Gilliam como un winkie.
- Jacob Godzak como un tinker.
- John D. Green, Sr. como un winkie.
- Ryan Groves como un quadling.
- Brice Harris como un winkie.
- Nate Hatton como un quadling.
- Niki Haze como una quadling.
- Ron Heisler como un hombre de Kansas.
- Hans Ihlenfeldt como un winkie.
- Alexander Christopher Jones como el teniente tinker.
- Roy Kellerman, Jr. como el payaso feliz.
- Dennis Kleinsmith como un tinker.
- Doug Kolbicz como un ciudadano de la ciudad de Esmeralda.
- Bryan Lee como un ciudadano de la ciudad de Esmeralda.
- Kef Lee como un jornalero.
- Vong Lee como un ciudadano de la ciudad de Esmeralda.
- Amanda Lewan como una quadling.
- Anna Li como una ciudadana de la ciudad de Esmeralda.
- Linda Linsley como la chica de las palomitas de Kansas.
- Hannah Madigan como una ciudadana de la ciudad de Esmeralda.
- Davy J. Marr como un ciudadano de la ciudad de Esmeralda.
- Johnny Marra como un quadling.
- Rebecca Mccarthy como una ciudadana de la ciudad de Esmeralda.
- Julia Metas como un chico quadling.
- Bob Jay Mills como Baker.
- Reza Mir como un qadling.
- Lori Mulligan como una quadling.
- Jessica Nichole como una quadling.
- Fionna Noori como una ciudadana de la ciudad de Esmeralda.
- Oz Noori como un ciudadano de la ciudad de Esmeralda.
- Angela Ann Palermo como una ciudadana de la ciudad de Esmeralda.
- Heather Park como un quadling.
- Jessica Petrik como una quadling.
- Sage Porter como un quadling.
- Jor él Quinn como un quadling.
- Gene Richards como un quadling.
- Lukas Ridge como un soldado winkie.
- Nicholas Ritz como un ciudadano de la ciudad de Esmeralda.
- Ari Rufino como un pescador.
- Anthony J. Sacco como un ciudadano de la ciudad de Esmeralda.
- Keith Schloemp como un tinker.
- David Schwager como un tinker.
- Ashley Siloac como una quadling.
- Nikki Smith como una ciudadano de la ciudad de Esmeralda.
- Paul J. Spear como un jornalero.
- Rachel Steele como una ciudadana de la ciudad de Esmeralda.
- Amy Sutherland como una quadling enfadada.
- Eric Adam Swenson como un ciudadano de la ciudad de Esmeralda.
- Stephen Tako como un winkie.
- Kevin Thompson como un munchkin.
- Lauren Tischler como un chico quadling.
- Francisca Viudes como Farah, una quadling.
- David Waldman como un tinker.
- Filip Watermann como un guardia.
- Michael O. Watkins como el cochero del carruaje.
- Matt Weinglass como un winkie.
- Alaina Whitney como una quadling.
- Jake Williams como un chico de Kansas.
- Otis Winston como un winkie.

## Secuela
El 7 de marzo de 2013, Variety confirmó que Disney había aprobado los planes para una secuela de la película, con Mitchel Kapner de regreso como guionista. Mila Kunis dijo durante una entrevista con E! News: «Todos estamos firmando para las secuelas». El 8 de marzo de 2013, Sam Raimi dijo a Bleeding Cool que no tiene planeado dirigir la secuela: «Dejé algunos cabos sueltos para otro director si quieren hacer la segunda parte [...] Me sentí atraído por esta historia, pero no creo que la segunda tenga lo que necesitaría para que me interese». Tim Burton mostró interés en dirigir la secuela, pero no tenía ni la menor idea de qué haría con la historia. El 12 de noviembre de 2013, David Yates decidió dirigirla y ya hay planes para hacer cuatro películas, que empezaría su secuela a rodarse sin embargo aún no hay fecha del proyecto debido al no alcanzar mayor número de taquilla. James Franco, Mila Kunis y el resto del reparto dijo que volvería. También se dijo que Chlöe Grace Moretz y Dakota Fanning podrían ser Dorothy en su secuela. Sin embargo los derechos de los libros de L. Frank Baum pertenecen actualmente a Warner Bros. quien no permitiría que Disney utilizará personajes, trama así como las emblemáticas zapatillas de rubí, etc. Disney tendría que idearse para crear su versión de El Mago de Oz o negociar con Warner Bros que le permitieran usar algunos objetos de la famosa novela aunque, por el momento no se sabe nada sobre dicho proyecto debido también al no haber recaudado suficiente en taquilla: solo alcanzó 160 millones de dólares en Norteamérica. Además, no tuvo críticas muy favorables al tener un concepto muy similar a Alicia en el País de las Maravillas, de Tim Burton.